# Kristallens SK
Kristallens SK – szwedzki klub szachowy z siedzibą w Sztokholmie.

## Historia
Klub został założony w 1931 roku, pierwszym prezesem został Gustaf Linder. W 1936 roku klub został członkiem sztokholmskiego związku szachowego i rozpoczął rywalizację ligową. Od 1940 roku zespół uczestniczył w drugiej lidze, a w 1945 roku uzyskał awans do najwyższej ligi sztokholmskiej.
W 1971 roku zespół awansował do Division II, a dwa lata później zapewnił sobie awans do najwyższej ligi. W sezonie 1973/1974 Kristallens SK zajął trzecie miejsce w swojej grupie, a rok później spadł z ligi. W Division II klub grał z przerwami (1980–1982, 1984–1985, 1989–1990) do 1997 roku, kiedy to awansował do Division I (wówczas drugi poziom). W sezonie 1997/1998 zespół spadł z Division I. W 2002 roku Kristallens SK powrócił do Division I.
W 2003 roku zespół zadebiutował w Pucharze Europy kobiet. Szwedzki klub wygrał wówczas z wyżej notowanym Jużnym Urałem Czelabińsk 3:1, jednak poza tym odniósł jeszcze zwycięstwo jedynie z Taflfélagið Hellir, przegrał cztery spotkania i zajął dziesiąte miejsce w końcowej klasyfikacji. W kolejnym roku zespół zajął ósme miejsce. W sezonie 2006 szachistki klubu wygrały trzy mecze w Pucharze Europy – z Herzliya Chess Club, Luciją Rijeka i Vandoeuvre-Echecs. W tamtym sezonie Kristallens SK został sklasyfikowany na siódmym miejscu, z dwoma punktami straty do trzeciego AWS Krasnoturjinsk.
Drużyna męska po 2007 roku, wskutek reformy rozgrywek, kontynuowała uczestnictwo w Division I, które jednak stało się wówczas trzecim poziomem rozgrywkowym. W 2017 roku zespół wygrał swoją grupę Division I, a w turnieju barażowym zajął drugie miejsce i uzyskał awans do Superettan. W 2022 klub spadł z drugiej ligi, powrócił do niej rok później. W sezonie 2023/2024 Kristallens SK awansował do Elitserien.